# Andrew Mitchell (homme politique britannique)
Pour les articles homonymes, voir Andrew Mitchell.
Andrew Mitchell, né le 23 mars 1956 à Hampstead (Londres), est un homme politique britannique, membre du Parti conservateur.

## Biographie
Fils de l'homme politique sir David Mitchell, il étudie au Jesus College de Cambridge.
Député pour Sutton Coldfield depuis le 7 mai 2001, Mitchell servit en tant que député pour Gedling du 1er juin 1987 au 11 mai 1997.
Il est ministre du Développement international dans le gouvernement Cameron de 2010 à 2012 et vice-président du Parti conservateur. Il est le chief whip de la Chambre des communes du 4 septembre au 19 octobre 2012. Il démissionne après avoir injurié des policiers lui interdisant de sortir à vélo de Downing Street. Cependant il nie les avoir appelés « plebs » (prolos en français). 
Il retrouve un poste ministériel comme ministre d'État au Développement et à l'Afrique dans le gouvernement Sunak du 25 octobre 2022 au 5 juillet 2024.